# Малинівка (Івано-Франківський район)
Мали́нівка — село в Україні, у Рогатинській міській громаді Івано-Франківського району Івано-Франківської області.

До 2020 належало до Верхньолипицької сільської ради, та засноване, згідно з даними Облікової картки Верховної Ради України, у 17 столітті як хутір Цюцьків (чи, за іншими даними — Цюцькове). Однак, це малоймовірно. Імовірнішим є заснування присілка наприкінці XIX ст. Поступово розрослося до розмірів села й у 1968 році власне й було перейменоване на Малинівку.
Територія села становить 5,9 кв. км при 203 жителях.

## Історія
Давніша історія села дуже мало відома. Однак відомо, що під час Першої світової війни фронт після  Брусиловського прориву проходив близько 2-х кілометрів східніше села. В районі присілка фронт тримали турецькі, австрійські та німецькі частини. Північніше сусідами турецьких частин були формування Українських січових стрільців. Як пригадують старші люди села, до передової їду та амуніцію солдатам підвозили по вузькоколійці собаки. Про ті часи у навколишніх лісах нагадують глибокі шанці та сліди від вибухів снарядів.
Село було польсько-українським — в ньому жило 5 польських родин. Однак поляки, які жили в селі походили з "місцевих" та походили з навколишніх сіл, а не з етнічно польських земель.
За часів Польської держави у 1920-1939 роках, село входило гміни Липиці Долішньої (з 1949р. — Нижня Липиця).
Під час Другої світової війни місцеві українці боялися нападу поляків з с. Зеленова та с. Гутиська (Бережанський район), де була сильна польська самооборона та яку місцеві відділи УПА так і не змогли знищити протягом війни аж до депортації поляків до Польщі, а українців в Україну  в 1944-1946 роках.
На початку 1944 році відповідно до рішення керівництва ВО-3 «Лисоня» про звільнення від польського елементу сіл та хуторів, що знаходились біля лісу, поляки в селі були ліквідовані. Але чи це була боївка СБ чи якийсь відділ УПА ВО «Лисоня» на даний час достеменно не відомо.
Після переходу фронту на Захід 5 вересня 1944 року, у Цюцькові відбувся великий бій куреня «Остапа» у складі сотень «Лісовики», «Чорноморці», підстаршинська школа «Чоса» із частинами НКВД, що тривав цілий день. Деякі малинівці про той бій ще пам'ятають, й кажуть, що він для наших партизанів був переможним. Але одночасно згадують, що під час того бою чи не більшість хат села було спалено через стрілянину протиборчих сторін. Люди з села на кілька тижнів вибралися до сусідніх сіл на Тернопільщині: Діброви та Тростянця.
За радянських часів село було окремою бригадою в колгоспі імені "Кірова" із конторою у Верхній Липиці.
12 червня 2020 року, відповідно до Розпорядження Кабінету Міністрів України  № 714-р «Про визначення адміністративних центрів та затвердження територій територіальних громад Івано-Франківської області», увійшло до складу Рогатинської міської громади.
19 липня 2020 року, в результаті адміністративно-територіальної реформи та ліквідації Рогатинського району, село увійшло до складу новоутвореного Івано-Франківського району.
В селі є магазин, бібліотека, медпункт, клуб та початкова школа. В школі Міністерство освіти проводить експеримент одночасного навчання дітей різного віку через збитковість постійно довозити їх до Верхньої Липиці шкільним автобусом. Молоді в селі мало — намагається виїхати туди, де є робота.
В селі працюють два чи три фермери, які мають власну техніку.